# 楊富美
楊富美（1942年11月17日—），中華民國政治人物，親民黨籍，曾任第五屆立法委員。丈夫為高資敏。

## 外部連結
- 立法院